# Lest We Forget (film 1909)
Lest We Forget è un cortometraggio muto del 1909 diretto da Harry Solter. Prodotto e distribuito dalla Independent Moving Pictures, fu interpretato da Florence Lawrence.

## Produzione
Il film fu prodotto dall'Independent Moving Pictures Co. of America (IMP). Il titolo del film è ispirato da una frase tratta da un poema di Rudyard Kipling. Numerosi film presero poi spunto da Kipling, usando lo stesso titolo: tra tutti, pure la versione distribuita negli Stati Uniti di Anche i boia muoiono di Fritz Lang.

## Distribuzione
Il film - un cortometraggio di 280 metri - uscì nelle sale statunitensi il 20 dicembre 1909, distribuito dall'Independent Moving Pictures Co. of America (IMP).